# Rijkepijndersstraat
De Rijkepijndersstraat is een straat in Brugge.

## Beschrijving
De pijnders waren sjouwers die zware lasten droegen en pijnlijke arbeid verrichtten. In een havenstad zoals Brugge trof men ze vooral aan voor het laden en lossen van schepen. Het ging om een 'officie' of bediening die van de overheid afhing. Het ging om een beperkte en door het stadsbestuur gereglementeerde groep.
Wie het 'pijnderschap' verkreeg, kon het beroep zelf uitoefenen of kon het doorverhuren aan een uitoefenaar. Sommige van die bedieningen behoorden aan welstellende lieden, die het bezit van zo een officie als een goede belegging beschouwden en het doorverhuurden.
Tot in 1465 waren de pijnders in één gilde verenigd. Maar toen kwam er een scheuring en ontstonden er twee verenigingen: de pijnders en de rijke pijnders. De tweede groepeerde de welstellende burgers die het beroep niet zelf uitoefenden. Dat hun naam aan een straat werd gegeven kwam waarschijnlijk doordat sommigen in die bepaalde straat huisjes bezaten waarin de 'echte' pijnders woonden. Zeker is dit niet. Omdat het altijd om een straat met zeer bescheiden huizen ging, kunnen er alvast geen 'rijke pijnders' gewoond hebben.
In de 20ste eeuw kreeg de brouwerij Aigle Belgica toestemming om de straat af te sluiten en te integreren in de brouwerijgebouwen. Pas toen de brouwerij tegen het einde van die eeuw verdween en er een nieuwe verkaveling tot stand kwam, werd de straatnaam weer in gebruik genomen.
De Rijkepijndersstraat loopt van de Snaggaardstraat naar de Carmersstraat. De Kruiersstraat loopt van en naar de Rijkepijndersstraat.

## Korte Rijkepijndersstraat
Tot in de 16de eeuw was Rijkepijndersstraat de enige naam. Stilaan werd het deel tussen de Carmersstraat en de Rolweg de Korte Rijkepijndersstraat genoemd. .

## Kruiersstraat
In de verkaveling die in de jaren 1970-1980 tot stand kwam op de terreinen van de voormalige brouwerij 'Aigle Belgica', werd de Kruiersstraat aangelegd die tweemaal aansluit op de Rijkepijndersstraat. Kruier is een moderner synoniem van pijnder, iemand die beroepshalve lasten draagt of vervoert.